# Joseph Duval-Jouve
Joseph Duval-Jouve, född 7 augusti 1810, död 25 augusti 1883, var en fransk botaniker.
Duval-Jouve var inspektör för undervisningsväsendet i Strasbourg, och utgav en omfattande monografi över de franska Equisetumarterna (1863) och värdefulla undersökningar över gräsens anatomiska byggnad (1870).